# Selección de fútbol sub-17 de Panamá
La Selección Masculina de Fútbol Sub-17 de Panamá, bajo la responsabilidad de FEPAFUT, es el equipo que representará al país en el Campeonato Sub-17 de la Concacaf de febrero 11-26, 2023, válido por las Eliminatorias para la Copa Mundial de Fútbol Sub-17, a realizarse en Perú en octubre de 2023.

## Convocatoria
Lista de jugadores convocados para la Copa Mundial de Fútbol Sub-17 de 2023..
| N.º  | Nombre            | Posición      | Edad    | Club                 |
| ---- | ----------------- | ------------- | ------- | -------------------- |
| 1    | Manuel Romero     | Portero       | 19 años | Árabe Unido          |
| 12   | Said David        | Portero       | 19 años | Umecit FC            |
| 21   | Alberto Ruiz      | Portero       | 19 años | Tauro FC             |
| 4    | Giancarlos García | Defensa       | 19 años | CD Árabe Unido       |
| 5    | Juan Hall         | Defensa       | 19 años | Champions FC Academy |
| 2    | Juriel Nereida    | Defensa       | 19 años | CD Árabe Unido       |
| 13   | Érick Díaz        | Defensa       | 19 años | Tauro FC             |
| 14   | Juan Jiménez      | Defensa       | 19 años | CD Plaza Amador      |
| 19   | Kahir Tovares     | Defensa       | 19 años | Udelas FC            |
| 3    | Martin Krug       | Defensa       | 18 años | Levante UD           |
| 15   | Joshua Pierre     | Defensa       | 19 años | CD Plaza Amador      |
| 6    | Anel Ryce         | Mediocampista | 18 años | CD Plaza Amador      |
| 10   | Éric Moreno       | Mediocampista | 19 años | CD Universitario     |
| 11   | Oldemar Castillo  | Mediocampista | 19 años | Sporting SM          |
| 8    | Aldair Marta      | Mediocampista | 18 años | SVSA 06B MLS Next    |
| 16   | Jael Pierre       | Mediocampista | 19 años | CD Plaza Amador      |
| 20   | Ernesto Gómez     | Mediocampista | 17 años | CD Universitario     |
| 7    | Kevin Walder      | Mediocampista | 19 años | CD Plaza Amador      |
| 9    | Frederick Krug    | Delantero     | 19 años | Patacona CF          |
| 17   | Luis Gaitán       | Delantero     | 18 años | San Francisco FC     |
| 18   | Héctor Ríos       | Delantero     | 19 años | CD Universitario     |
| D.T. | Mike Stump        | Entrenador    | 50 años |                      |

## Resultados
| Fecha      | Ciudad           | Competición                    | Racha | Local               |                       | Resultado            |                                    | Visitante            |
| ---------- | ---------------- | ------------------------------ | ----- | ------------------- | --------------------- | -------------------- | ---------------------------------- | -------------------- |
| 06/01/2025 | Toluca           | Torneo del Sol 2025            | Sí    | Panamá              | Bandera de Panamá     | 3:1 (1:1)            | Bandera de México                  | Selección Suroeste   |
| 07/01/2025 | Toluca           | Torneo del Sol 2025            |       | Panamá              | Bandera de Panamá     | 1:1 (0:1) (4:2 pen.) | Bandera de México                  | Selección Occidente  |
| 08/01/2025 | Toluca           | Torneo del Sol 2025            | Sí    | Panamá              | Bandera de Panamá     | 2:0 (2:0)            | Bandera de México                  | TDP FC               |
| 09/01/2025 | Toluca           | Torneo del Sol 2025            | No    | Selección Occidente | Bandera de México     | 4:1 (3:1)            | Bandera de Panamá                  | Panamá               |
| 14/01/2025 | San José         | Partido amistoso               | Sí    | Costa Rica          | Bandera de Costa Rica | 2:3 (2:0)            | Bandera de Panamá                  | Panamá               |
| 16/01/2025 | San José         | Partido amistoso               | No    | Costa Rica          | Bandera de Costa Rica | 4:2 (2:0)            | Bandera de Panamá                  | Panamá               |
| 10/02/2025 | Ciudad de Panamá | Clas. Copa Mundial Sub-17 2025 | Sí    | Panamá              | Bandera de Panamá     | 8:0 (5:0)            | Bandera de Granada                 | Granada              |
| 12/02/2025 | Ciudad de Panamá | Clas. Copa Mundial Sub-17 2025 | Sí    | Panamá              | Bandera de Panamá     | 3:0 (3:0)            | Bandera de Aruba                   | Aruba                |
| 15/02/2025 | Ciudad de Panamá | Clas. Copa Mundial Sub-17 2025 | Sí    | Panamá              | Bandera de Panamá     | 2:1 (1:0)            | Bandera de la República Dominicana | República Dominicana |

## Estadísticas

### Torneo de UNCAF U-17
| UNCAF        | UNCAF             | UNCAF             | UNCAF             | UNCAF             | UNCAF             | UNCAF             | UNCAF             |
| Año          | Pos.              | J                 | G                 | E                 | P                 | GF                | GC                |
| ------------ | ----------------- | ----------------- | ----------------- | ----------------- | ----------------- | ----------------- | ----------------- |
| 1987 al 1997 | No clasificó      | No clasificó      | No clasificó      | No clasificó      | No clasificó      | No clasificó      | No clasificó      |
| 1998         |                   | 2                 | 0                 | 0                 | 2                 | 0                 | 4                 |
| 2001         | 3/4               | 4                 | 1                 | 0                 | 3                 | 6                 | 10                |
| / 2003       | 2/3               | 2                 | 1                 | 1                 | 0                 | 6                 | 2                 |
| / 2004       | 2/3               | 2                 | 1                 | 0                 | 1                 | 7                 | 3                 |
| 2006         | 3/5               | 4                 | 2                 | 1                 | 1                 | 5                 | 4                 |
| / 2008       |                   | 6                 | 1                 | 1                 | 2                 | 7                 | 3                 |
| / 2010       | 2/3               | 2                 | 1                 | 0                 | 1                 | 1                 | 1                 |
| 2013         | Local de CONCACAF | Local de CONCACAF | Local de CONCACAF | Local de CONCACAF | Local de CONCACAF | Local de CONCACAF | Local de CONCACAF |
| / 2014       | 1/3               | 2                 | 2                 | 0                 | 0                 | 9                 | 1                 |
| 2016         | Local de CONCACAF | Local de CONCACAF | Local de CONCACAF | Local de CONCACAF | Local de CONCACAF | Local de CONCACAF | Local de CONCACAF |
| 2018         | No se realizó     | No se realizó     | No se realizó     | No se realizó     | No se realizó     | No se realizó     | No se realizó     |
| 2022         | 4/8               | 4                 | 2                 | 0                 | 2                 | 4                 | 3                 |
| Total        | 8/16              | 28                | 11                | 3                 | 12                | 45                | 31                |

### Torneo CONCACAF U-17
| CONCACAF | CONCACAF         | CONCACAF     | CONCACAF     | CONCACAF     | CONCACAF     | CONCACAF     | CONCACAF     |
| Año      | Pos.             | J            | G            | E            | P            | GF           | GC           |
| -------- | ---------------- | ------------ | ------------ | ------------ | ------------ | ------------ | ------------ |
| 1985     | 4/5              | 4            | 1            | 0            | 4            | 4            | 19           |
| 1987     | No participó     | No participó | No participó | No participó | No participó | No participó | No participó |
| 1988     | No participó     | No participó | No participó | No participó | No participó | No participó | No participó |
| 1991     | 3/4              | 3            | 1            | 0            | 2            | 4            | 7            |
| 1992¹    | 3/4              | 3            | 1            | 0            | 2            | 6            | 12           |
| 1994     | 4/4              | 3            | 1            | 0            | 2            | 4            | 13           |
| 1996     | No participó     | No participó | No participó | No participó | No participó | No participó | No participó |
| / 1999   | No clasificó     | No clasificó | No clasificó | No clasificó | No clasificó | No clasificó | No clasificó |
| / 2001   | No clasificó     | No clasificó | No clasificó | No clasificó | No clasificó | No clasificó | No clasificó |
| / 2003   | No clasificó     | No clasificó | No clasificó | No clasificó | No clasificó | No clasificó | No clasificó |
| / 2005   | No clasificó     | No clasificó | No clasificó | No clasificó | No clasificó | No clasificó | No clasificó |
| / 2007   | No clasificó     | No clasificó | No clasificó | No clasificó | No clasificó | No clasificó | No clasificó |
| 2009     | No clasificó     | No clasificó | No clasificó | No clasificó | No clasificó | No clasificó | No clasificó |
| 2011     | Tercer lugar     | 5            | 2            | 1            | 2            | 2            | 2            |
| 2013     | Subcampeón       | 5            | 2            | 1            | 2            | 10           | 6            |
| 2015     | Fase de grupos   | 5            | 3            | 0            | 2            | 15           | 7            |
| 2017     | Etapa Final      | 5            | 2            | 1            | 2            | 6            | 5            |
| 2019     | Cuartos de final | 5            | 2            | 2            | 1            | 10           | 9            |
| 2023     | Tercer lugar     | 6            | 4            | 1            | 1            | 10           | 7            |
| Total    | 10/19            | 45           | 20           | 6            | 19           | 71           | 87           |

1 Panamá fue invitado luego de que El Salvador rechazara la invitación.

### Copa Mundial FIFA U-17
| Año   | Ronda            | PJ           | G            | E            | P            | GA           | GR           |
| ----- | ---------------- | ------------ | ------------ | ------------ | ------------ | ------------ | ------------ |
| 1985  | No participó     | No participó | No participó | No participó | No participó | No participó | No participó |
| 1987  | No participó     | No participó | No participó | No participó | No participó | No participó | No participó |
| 1989  | No participó     | No participó | No participó | No participó | No participó | No participó | No participó |
| 1991  | No participó     | No participó | No participó | No participó | No participó | No participó | No participó |
| 1993  | No participó     | No participó | No participó | No participó | No participó | No participó | No participó |
| 1995  | No participó     | No participó | No participó | No participó | No participó | No participó | No participó |
| 1997  | No participó     | No participó | No participó | No participó | No participó | No participó | No participó |
| 1999  | No participó     | No participó | No participó | No participó | No participó | No participó | No participó |
| 2001  | No participó     | No participó | No participó | No participó | No participó | No participó | No participó |
| 2003  | No participó     | No participó | No participó | No participó | No participó | No participó | No participó |
| 2005  | No participó     | No participó | No participó | No participó | No participó | No participó | No participó |
| 2007  | No participó     | No participó | No participó | No participó | No participó | No participó | No participó |
| 2009  | No participó     | No participó | No participó | No participó | No participó | No participó | No participó |
| 2011  | Octavos de final | 4            | 1            | 0            | 3            | 2            | 6            |
| 2013  | Primera fase     | 3            | 0            | 0            | 3            | 2            | 7            |
| 2015  | No clasificó     | No clasificó | No clasificó | No clasificó | No clasificó | No clasificó | No clasificó |
| 2017  | No clasificó     | No clasificó | No clasificó | No clasificó | No clasificó | No clasificó | No clasificó |
| 2019  | No clasificó     | No clasificó | No clasificó | No clasificó | No clasificó | No clasificó | No clasificó |
| 2023  | Primera fase     | 3            | 0            | 2            | 1            | 2            | 4            |
| 2025  | Clasificó        | Clasificó    | Clasificó    | Clasificó    | Clasificó    | Clasificó    | Clasificó    |
| Total | 4/19             | 10           | 1            | 2            | 7            | 6            | 17           |

1- Los empates incluyen los partidos decididos por penales.

## Directores técnicos
| Nombre               | Periodo       | País                                          |
| -------------------- | ------------- | --------------------------------------------- |
| Paolo Ostinelli      | 2008-2009     | Bandera de Italia                             |
| Jorge Dely Valdés    | 2010-2013     | Bandera de Panamá                             |
| Juan Carlos Cubillas | 2014-2017     | Bandera de Panamá                             |
| Gary Stempel         | 2018-2019     | Bandera de Panamá · Bandera de Inglaterra     |
| Jorge Dely Valdés    | 2019-2020     | Bandera de Panamá                             |
| Ángel Sánchez        | 2020-2022     | Bandera de Venezuela                          |
| Mike Stump           | 2022-2023     | Bandera de Estados Unidos · Bandera de Panamá |
| Leonardo Pipino      | 2024-presente | Bandera de Argentina                          |

### Cuerpo técnico
| Cuerpo Técnico     | Cuerpo Técnico                         | Cuerpo Técnico          | Cuerpo Técnico    |
| ------------------ | -------------------------------------- | ----------------------- | ----------------- |
| Entrenador:        | Leonardo Pipino                        | Asistente técnico:      | Armando Cooper    |
| Preparador físico: | Natanael Noronha                       | Preparador de arqueros: | Angel Williams    |
| Médico:            | Juan Felipe Gómez                      | Delegado:               | Adan De Gracía    |
| Fisioterapeuta:    | Víctor Trujillo Carmen Julia Castañeda | Utileros:               | Maycool Castañeda |